# Пітер Годж
Пітер Годж (англ. Peter Hodge, 28 червня 1871, Літ — 18 серпня 1934, Перт) — шотландський футбольний тренер. Відоми тим, що здобував підвищення в класі з усіма командами, які очолював.

## Кар'єра тренера
Розпочав кар'єру футбольного тренера 1907 року, очоливши тренерський штаб команди «Рейт Роверс», яку відразу ж привів до перемоги у Другому дивізіоні шотландської футбольної ліги і з якою пропрацював до 1912 року.
В сезоні 1914/15 тренував англійський «Сток Сіті», привівши команду з міста Сток-он-Трент до перемоги у Південній футбольній лізі.
Згодом у 1916–1919 роках знову працював з «Рейт Роверс», після чого повернувся до Англії, де очолив «Лестер Сіті». Тренував цю команду протягом наступних семи сезонів, а 1925 року приводив її перемогу у Другому дивізіоні Футбольної ліги.
1928 року удруге виграв змагання у Другому дивізіоні Футбольної ліги, цього разу з «Манчестер Сіті», команду якого очолив двома роками раніше. Тренував манчестерців до 1932 року.
Останнім місцем тренерської роботи Пітера Годжа був «Лестер Сіті», до якого він повернувся 1932 року і команду якого був змушений залишити влітку 1934 року через хворобу. Декількома тижнями пізніше, 18 серпня 1934 року, помер у власному будинку в Перті.

## Тренерська статистика в Англії
| Команда          | З             | По            | Статистика | Статистика | Статистика | Статистика | Статистика |
| Команда          | З             | По            | І          | В          | Н          | П          | % В        |
| ---------------- | ------------- | ------------- | ---------- | ---------- | ---------- | ---------- | ---------- |
| «Сток Сіті»      | червень 1914  | квітень 1915  | 30         | 21         | 4          | 5          | 70,0       |
| «Лестер Сіті»    | вересень 1919 | травень 1926  | 310        | 125        | 84         | 101        | 40,3       |
| «Манчестер Сіті» | травень 1926  | березень 1932 | 256        | 120        | 58         | 78         | 46,9       |
| «Лестер Сіті»    | березень 1932 | серпень 1934  | 100        | 34         | 26         | 40         | 34,0       |
| Разом            | Разом         | Разом         | 696        | 300        | 172        | 224        | 43,1       |